# Mohamed Touri
Mohamed Touri de son vrai nom Mohamed Besnassi, chansonnier et homme de théâtre algérien. Il est né le 9 novembre 1914 à Douirette (Blida) et mort le 29 avril 1959 à Alger,.

## Biographie
Mohamed Touri est né à Blida le 9 novembre 1914. Il a appris le Coran et langue arabe à l’école El Houda de sa ville natale, avant de rejoindre El madrassa El Houra (l’Ecole libre) de Association des oulémas musulmans algériens à Constantine. Il retourna à Blida en 1928. Par la suite, il adhéra la troupe théâtrale des Boys-scouts musulmans de Blida « El-Ikbal » (Le succès), fondée par Mohamed Kheddaoui dit Si Moussa, ainsi que la troupe de l’association El Hayat, dirigée par le maître de la musique  arabo-andalouse Mahieddine Lekhal. C’est là qu’il rencontra de nombreux artistes célèbres, dont Dahmane Ben Achour et Mohamed Benguergoura. Il rejoindra en 1947, l’Opéra d’Alger dont la section arabe qui était dirigée par Mahieddine Bachtarzi. En 1956, il fut arrêté par les autorités françaises pour ses principes nationaux et des contacts avec des artistes en lien avec les chefs du mouvement national algérien. Il est décédé à la Prison de Serkadji le 29 avril 1959. Le défunt a légué pour la postérité un riche palmarès, englobant des films et des chansons comiques,,
Le théâtre de Blida porte son nom.

## Filmographie
Au cinéma et au théâtre, Mohamed Touri a joué dans :

### Films
- 1947 : Mârouf, savetier du Caire (film).
- 1947 : Maarouf el eskafi.
- 1948 : Kenzi.

### Théatre
- 1940 : "Aalech Rak Talef"
- 1940 : "Ya Saâdi"
- 1940 : "Docteur Allel"
- 1940 : "Maârouf El Iskafi" (Maârouf le cordonnier)
- 1940 : "El Kilo" (le soulard)
- 1940 : "Fel Kahoua" (au café)
- 1947 : "El Bareh w lyoum"
- 1948 : "El Flous"
- 1949 : "Essarak tlat"
- 1949 : "Slek ya slek"
- 1951 : "Zat el zalamat"
- 1953 : "Boukricha"
- 1953 : "Bouhadba"

## Chansons comiques
Parmi lesquelles:
- "Ana Mellite" (je suis blasé)
- "Flous Flous" (argent, argent)
- "Hadi Hiya Somba", (c’est ça la Samba)